# バンフォラ空港
バンフォラ空港（Banfora Airport）は、ブルキナファソの南西部の都市バンフォラにある空港。